# Johannes Nellissen
Johannes Nellissen (* 11. April 1879 in Dorsten; † 25. August 1950) war ein deutscher Architekt.

## Leben
Nach Abschluss der Königlichen Baugewerkschule Münster im Jahr 1901 wechselte Johannes Nellissen zum Architekturstudium an die Königlich Technische Hochschule zu Berlin.
Um 1905 kehrte er nach Münster zurück und gründete ein eigenes Büro. Zu den ersten Bauten zählten private Wohnhäuser und Villen. Ab 1918 folgten größere Aufträge. So wurde in den Jahren 1920/21 nach seinen Plänen das Kino "Schauburg" mit 800 Sitzplätzen in Münster realisiert. Im Zeitraum 1924–1929 bildete er zusammen mit den Architekten Franz Wethmar und Hans Ostermann eine Bürogemeinschaft, um weitere Großprojekte wie Krankenhausbauten, Kirchen und Klöster auszuführen. Unter anderem realisierte er Erweiterungsbauten für das St. Franziskus-Hospital in Münster und das St. Joseph-Stift in Bremen. In den Jahren 1931–1933 konnte er auch das Marienhospital in Bottrop als Neubau nach einem gewonnenen Wettbewerb (1926) umsetzen. Sein Schlüsselbauwerk, das Werkstattgebäude der Fa. Kiffe (1927–1929) am Albersloher Weg in Münster, ist mit seinen Rundtürmen bereits dem Neuen Bauen zuzurechnen.
Seine Bauten dokumentieren den Wandel zwischen Historismus und Moderne. Während frühe Wohnhäuser sich dem Reformstil zurechnen lassen, orientieren sich seine Bauten ab 1924 an Vorbildern der heimatlichen Barockarchitektur. Spätere Großprojekte folgen einem moderaten Expressionismus oder in Ansätzen dem Neuen Bauen.
Zum Kollegenkreis zählen in der Region Carl Brocker, Alfred Hensen, Alexander Cazin, Hubert Holtmann und Max Krusemark.
Nach 1918 engagierte er sich mehrere Jahre kommunalpolitisch als Stadtverordneter im Rat der Stadt Münster.
Der Architekt Clemens Nellissen (1906–1989), Leitender Regierungsbaudirektor bei der Oberfinanzdirektion Münster, war sein Sohn.

## Bauten und Projekte (Auswahl)
- 1902: Katholische Kirche (Kgl. Techn. Hochschule Berlin, Studienentwurf)
- 1909: Geschäftshaus der Sparkasse des Kreises Münster, Königsstraße (Wettbewerb, ein 1. Preis)
- 1911: Wohnhäuser, Dechaneistraße, Münster
- 1913/14: Wohnhaus Paal, Dechaneistraße 31, Münster
- 1921: Villa Schulte, Brüningheide, Münster
- 1923/1924: St. Anna-Stift, Lohne Ortsteil Kroge-Ehrendorf
- 1924/25: Villa, Hohenzollernring 64, Münster
- 1924/25: Villa Scheiwe, Hohenzollernring 66, Münster
- 1926: Marienhospital, Bottrop (Wettbewerb: 1. Preis, 1931–33 ausgeführt)
- 1927: Erweiterung St. Franziskushospital, Münster
- 1927–1929: Verkaufs- und Werkstattgebäude Opel Kiffe, Münster
- 1935/36: Erweiterung St. Lambertus-Hospital, Ascheberg

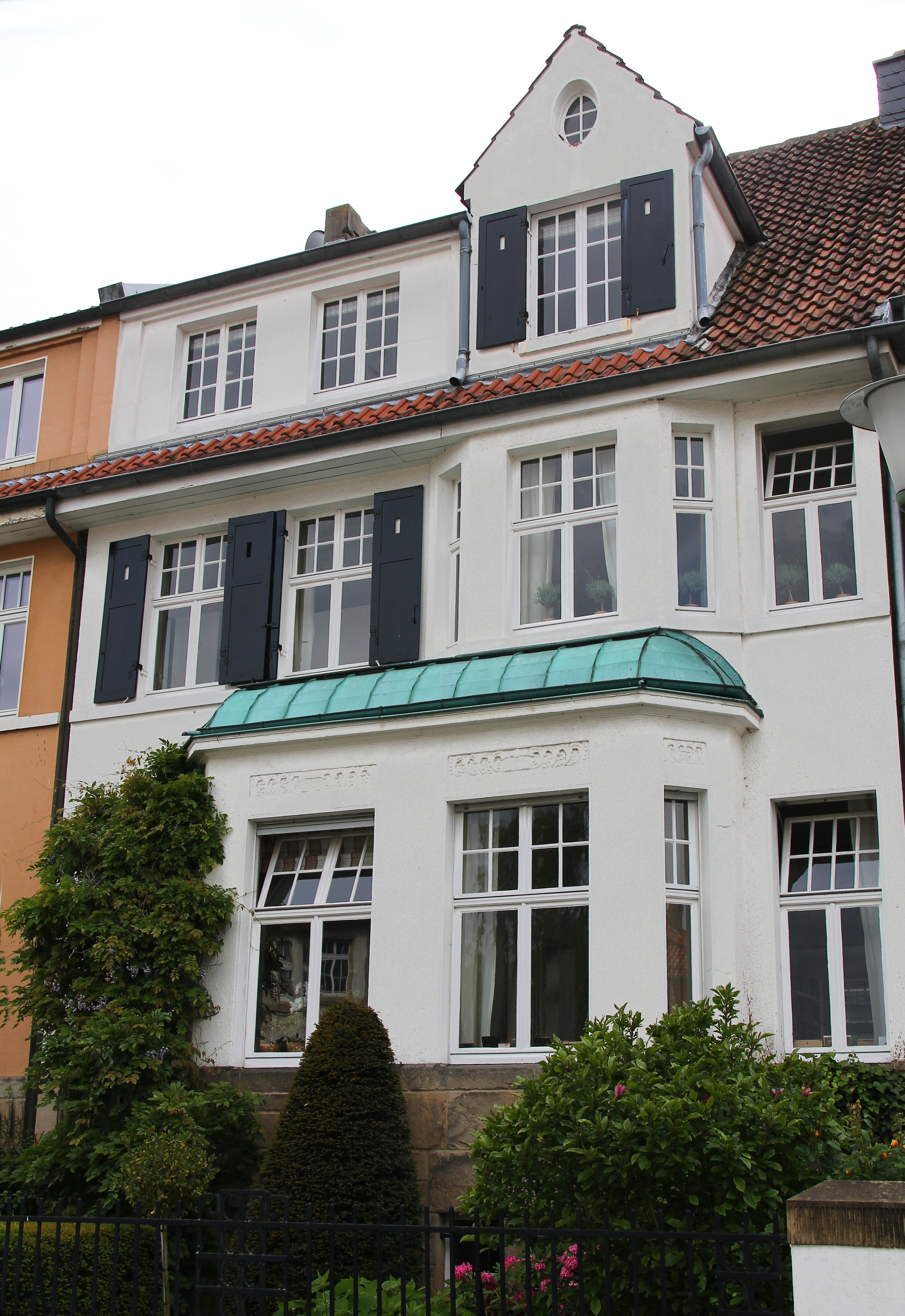
Dechaneistraße 26
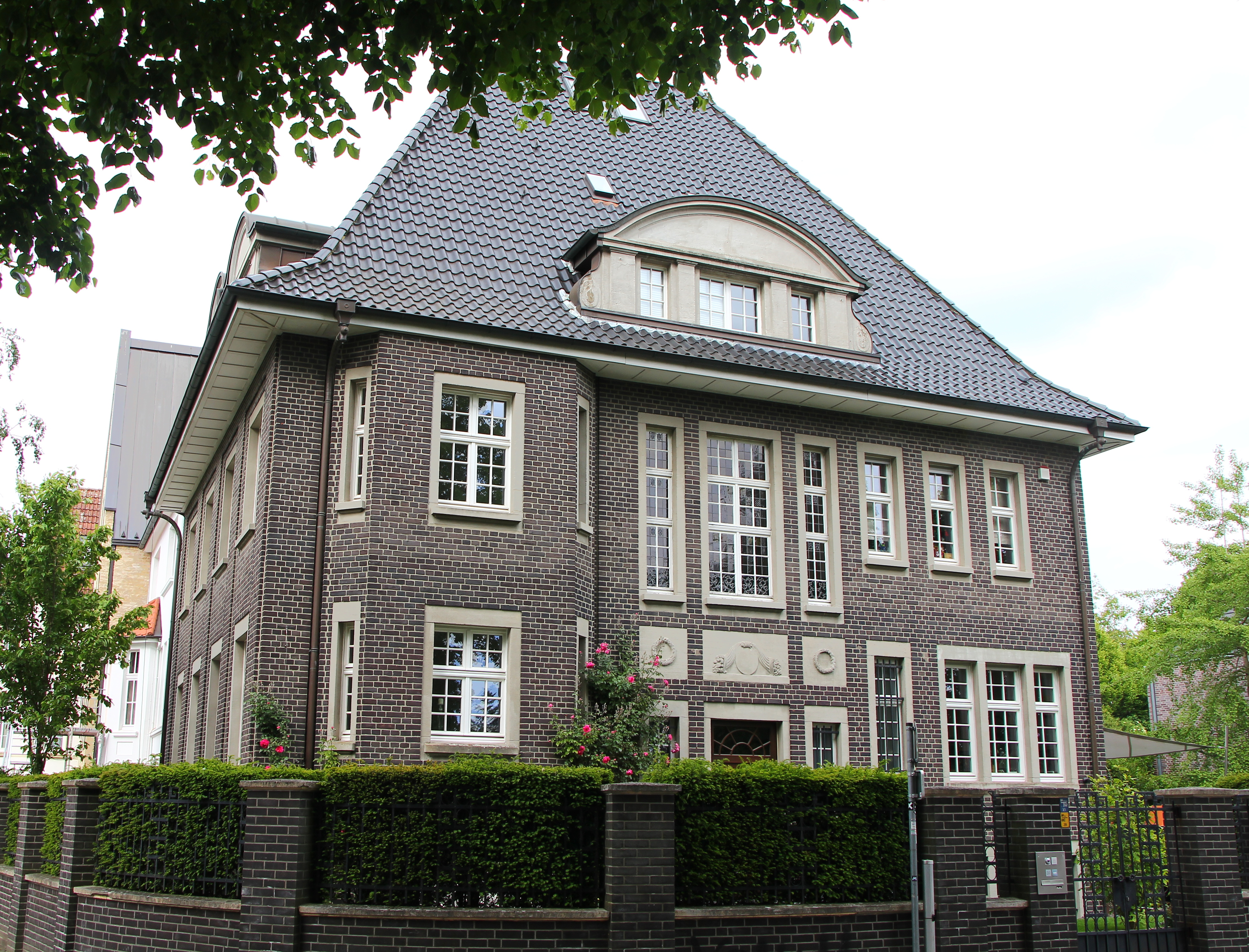
Wohnhaus Paal
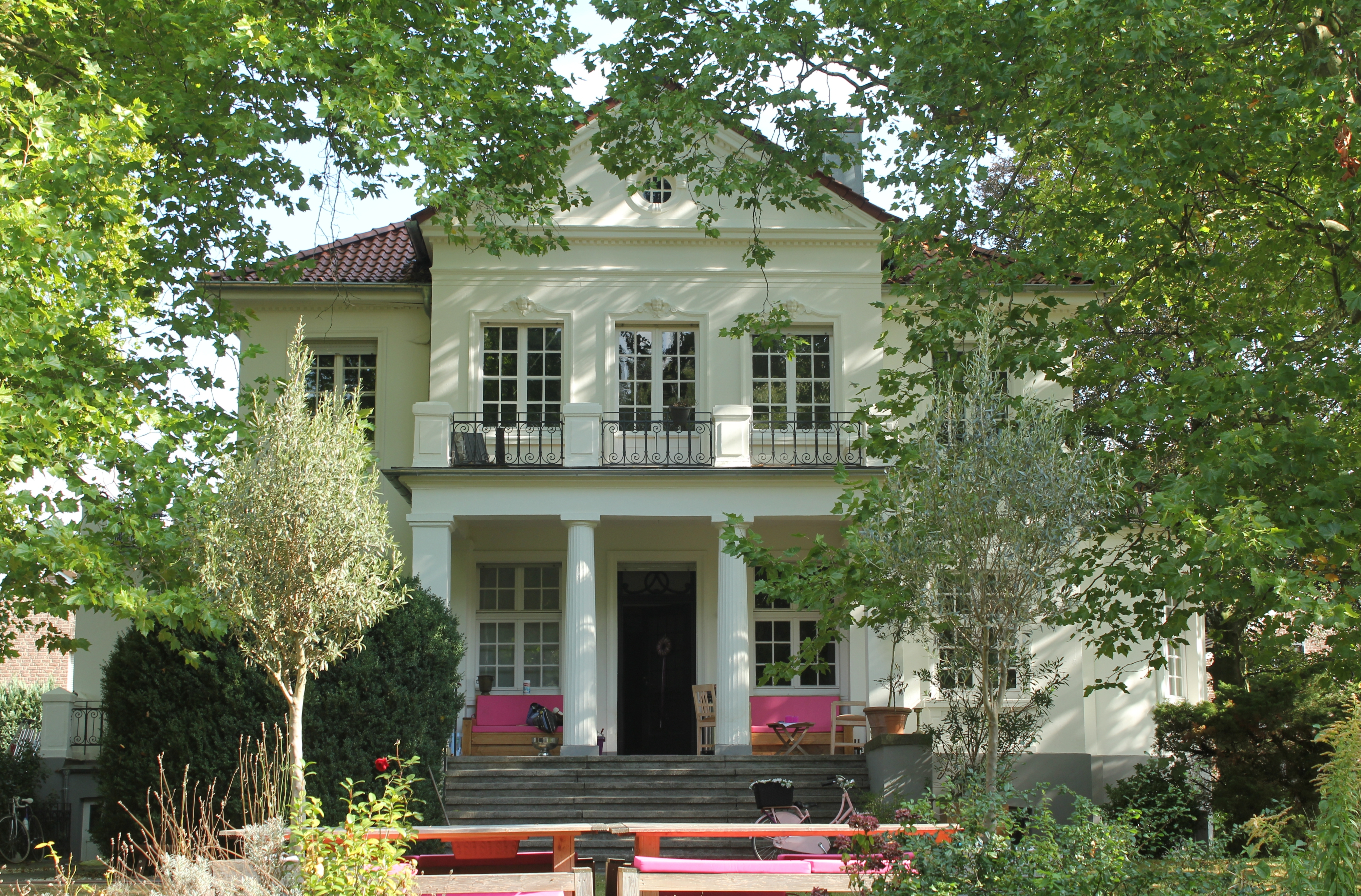
Villa Schulte
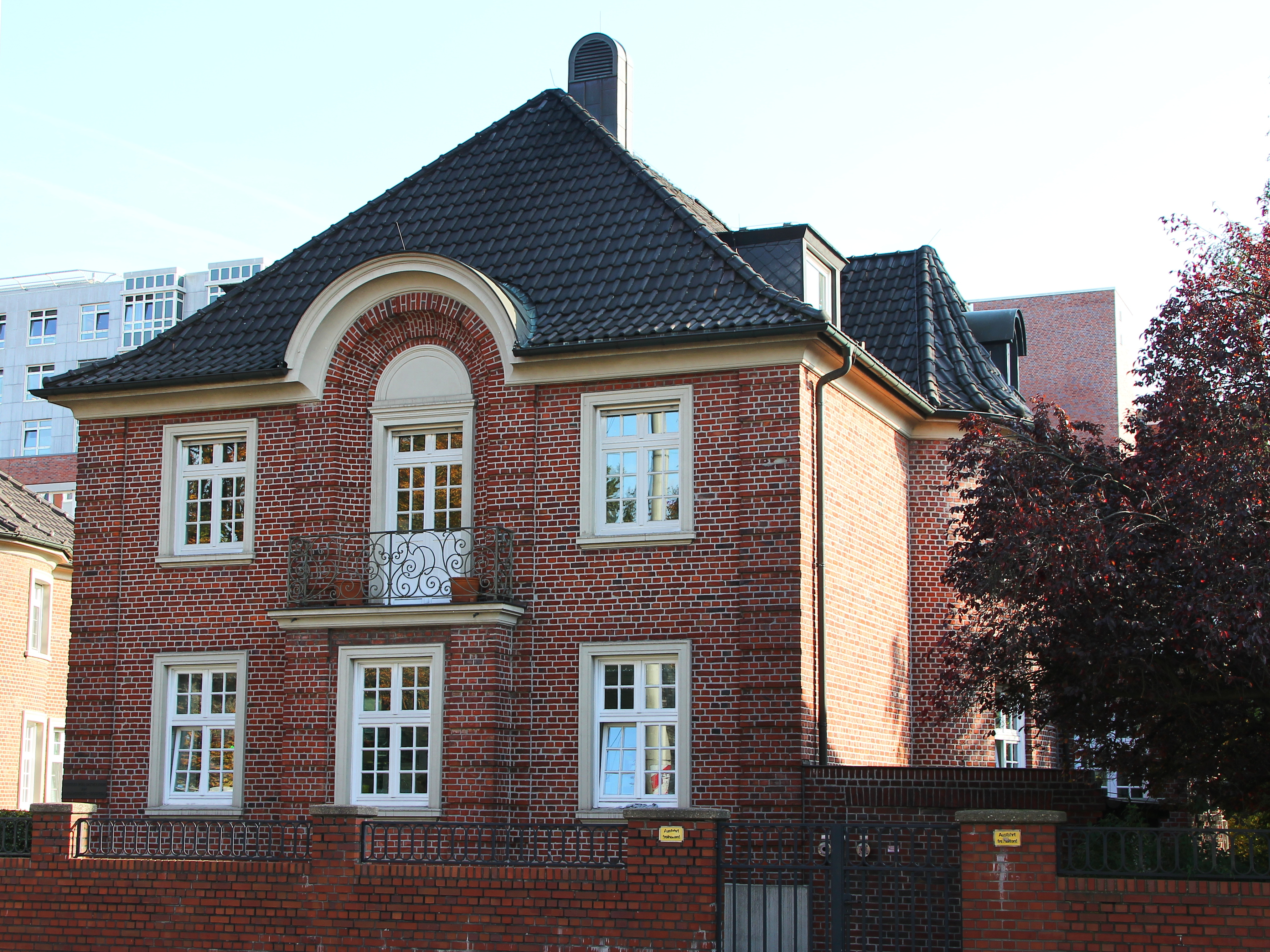
Villa Hohenzollernring 64
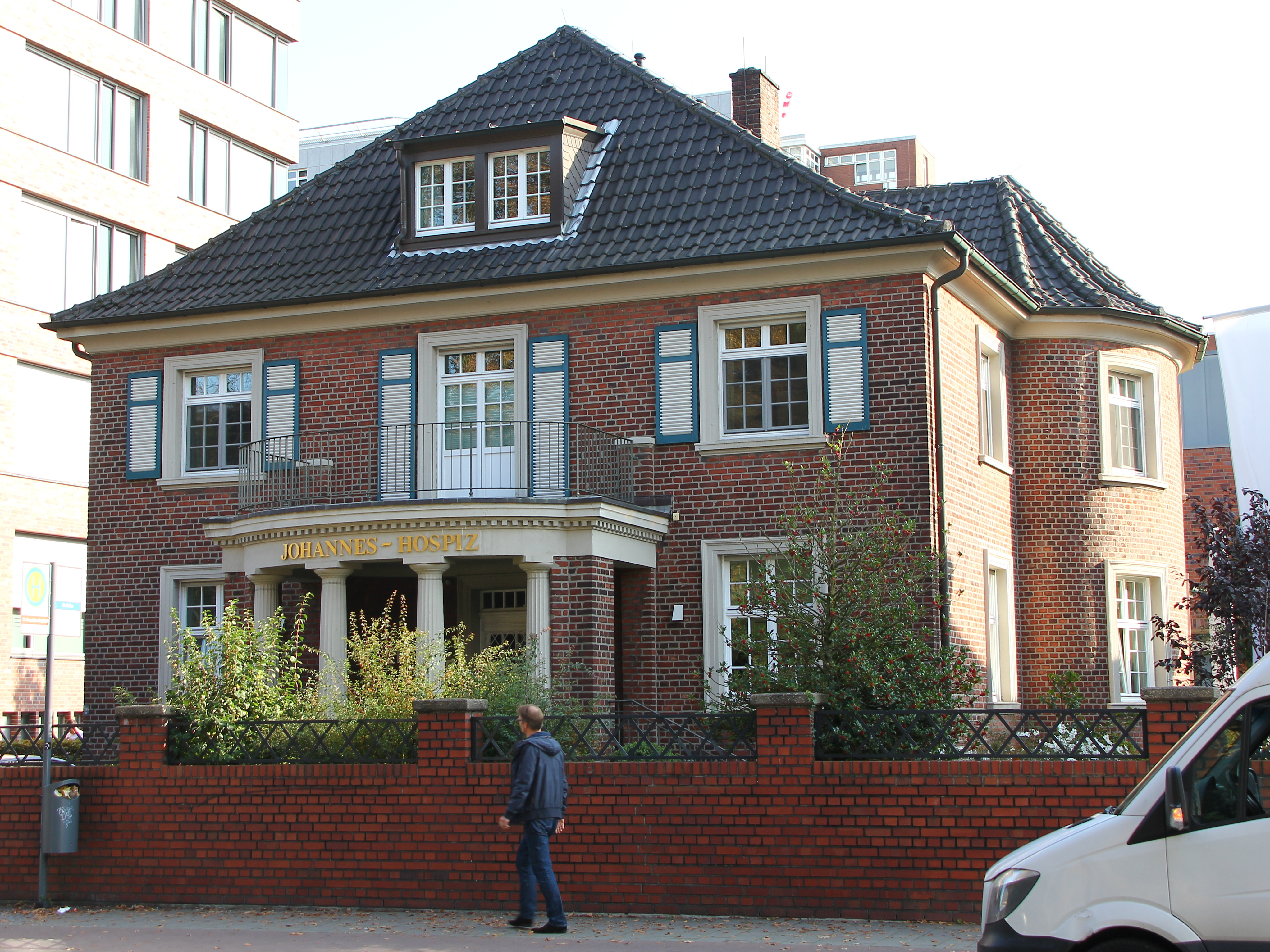
Villa Scheiwe
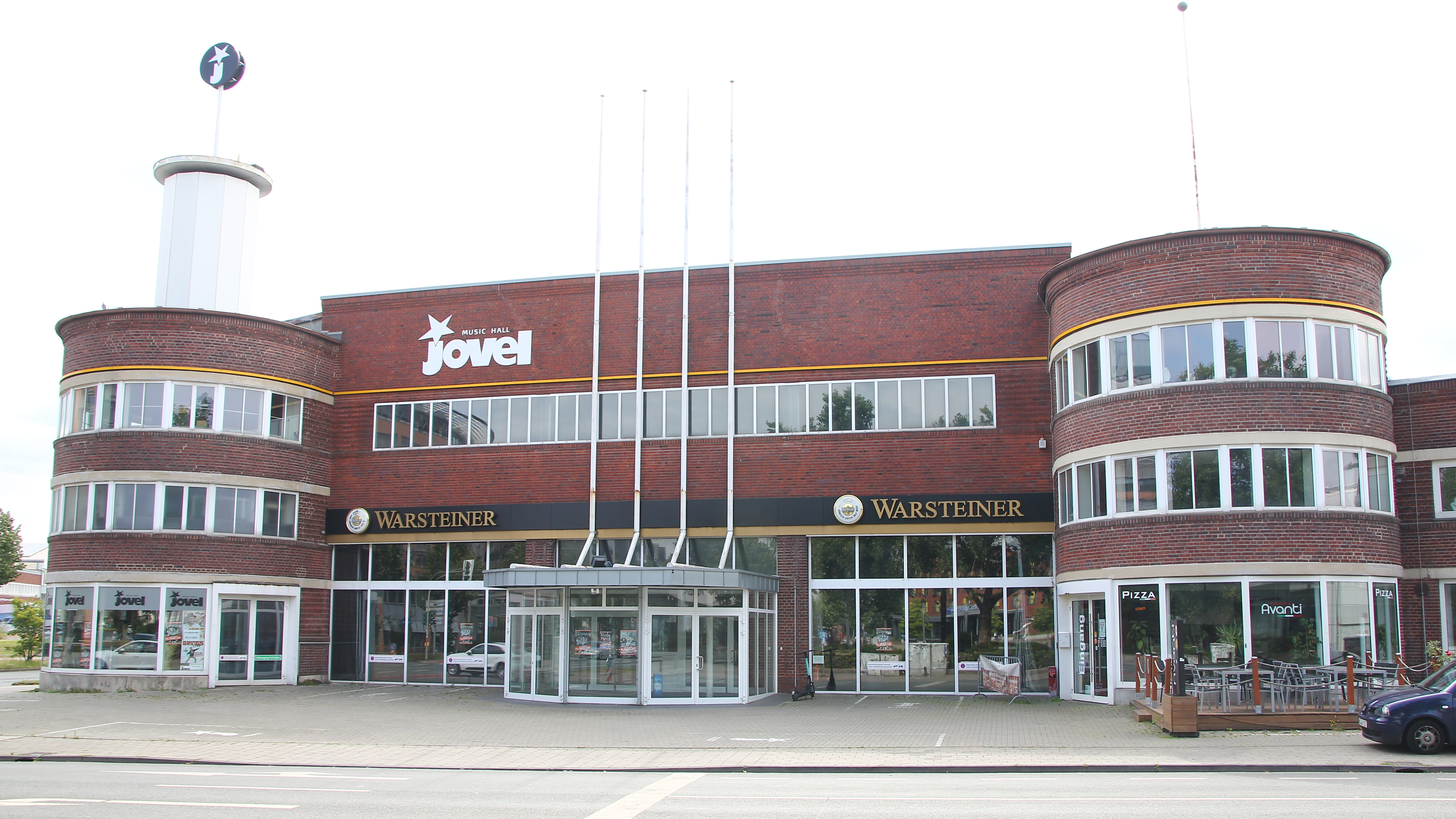
Geschäftsgebäude Opel Kiffe